# ビアレス
ビアレス (Vierres) は、アニメ『聖戦士ダンバイン』に登場する架空の兵器。オーラバトラーの一種。

## 機体解説
クの国の技術陣がビランビーをベースに独自の技術で開発したオーラ・バトラー。その後、ビショット軍の主力機となる。このビアレスにはアの国の新型オーラバトラー「レプラカーン」の技術も採用されており、結果、同機を上回る高い運動性と高いパワーを獲得した。ビアレスは後に名機と呼ばれるほどの優れた基本設計であったため、その設計思想は次期主力機の「ライネック」、および「ズワァース」にも受け継がれることになる。
全高9.1メット。機体色は暗灰色をベースに胸部・腰部が臙脂色。
武装スペックは鎌状のオーラ・ソード2挺（投擲して使用することも可能）、左右の前腕部それぞれにオーラ・バルカン1門とワイヤー付連装ショット・クロー1基、胴体にフレイ・ボム（火焔砲）2門を固定火器に持つ。また、オーラ・ソードを収納する前腕部の装甲は特殊加工が施されていて強固な篭手としても機能する（トッド曰く「並の甲羅を使ってんじゃないよっ！」と叫んでマーベル・フローズンが乗るボチューンのソードを弾いている）。準備稿では股間部の装甲が開き、収納式の連装オーラ・キャノンが設置されている図があるが、決定稿では割愛されている。
先のダンバイン戦で負傷から復活したトッド・ギネスは、アの国には戻らず敢えてクの国のビショット・ハッタに自身の売り込みを図り、新型オーラバトラー「ビアレス」の最初のテストパイロットに採用される。
そして、そのビアレスに乗って再びショウ・ザマと対決して、ショウのダンバインを敗北する寸前まで追い詰めたことに、トッドはそのビアレスの性能の高さに大いに驚く。また、マーベルが乗るダンバインにも勝利し、彼女を捕虜にすることにも成功する。第27話「嵐の玉」内部における恐獣ルグウとの戦闘では、その弾力を持った特殊な外皮にショウのダンバインが剣が通らず大苦戦をしていたのに対し、トッドのビアレスはオーラ力を高め、剣に集中させることで恐獣ルグウを易々と切り裂き倒している。
このように戦場で大活躍するビアレスは、現行の技術をそのまま採用し、コモンにも扱い易いバランスの良さから、後にドレイク軍にも正式採用されることになる。ラウ攻めではウィル・ウィプスの周囲でズロンに載った本機が大量に目撃されている（ただし、資料によっては甲羅の特殊加工が難しいため量産が利かないと説明しているものもある）。また、第38話でのゼット・ライト搭乗機はオーラ・ソードを投擲し、さらにそれをショット・クローで回収するといった他機には見られない独特な戦法も用いている。
舞台が地上界に移ってからは、頭部・胸部・前腕部を赤く塗装したビアレスをクの国の「赤い三騎士」（ガラミティ、ダー、ニェット）が使用し、連携攻撃「トリプラー」でショウのビルバインを苦しめたが、ヒマラヤ山中（ダー、ニェット撃墜）、続くインド上空（ガラミティ撃墜）での戦闘で「赤い三騎士」は全滅した。また、トッドもガラパゴス諸島沖での戦闘でビルバイン、ダンバインの挟撃により撃墜され2機目のビアレスを失っている（この後トッドは3機目のビアレスに搭乗しているが、3機目は撃墜されないままライネックに乗り換えている）。

## 備考
ビアレスのデザインは出渕裕のレプラカーン用のデザインが、誤って二重に作画監督・湖川友謙に渡されたうちの一枚であり、ワンパターンと誤解されて湖川の手で徹底的に修整された経緯を持つ。当初の案では股間部の内股に曲刀風のソードが装備されていたが、これは廃案となり、その代わりに他のオーラ・バトラーには見られない斧状のソードが両腕に装備された。これを「オーラ・トマホーク」という名称で紹介している資料が一部にある。長剣以外の主力武器を持ち、従来と違った演出を盛り込めるようになったのも前述のイメージ・チェンジの賜物である。例えば両腕を交叉させて左右のオーラ・ソードを同時に引き抜き、構えるという演出があるが、この動作は実際には不可能である。
胸部に搭載されたフレイ・ボムは劇中では第27話などで使用を確認することができるが、関連書籍ではほとんどの場合、紹介する武装の中に含まれていない。書籍によっては本機の固定火器はオーラ・バルカンのみと記述されているものもある。また、作画用の設定画にも火器類はオーラ・バルカンしか記載されていない。
本放送時に木型まで作られたが、製品化には至らなかった。放映終了から16年後の2000年にダンバインシリーズのリファインキットであるHGABのラインアップに加えられ、念願の模型化を果たした。
模型などの立体物では設定画の読み込みを誤り、所定の箇所にオーラ・バルカンが再現されていないことが多い。フレイ・ボムをオーラ・バルカンと取り違えた説明も見られる。
ゲーム『聖戦士ダンバイン 聖戦士伝説』では、リの国仕様機が登場。機体色は青。
ゲーム『バトルロボット烈伝』では、トッドはライネックに乗り換えず本機で戦い続け、ハイパー化している。
2021年、ねとらぼ調査隊が、2021年11月16日から11月23日まで「聖戦士ダンバインTV版オーラバトラーで好きなのはどれ？」というテーマでアンケートを実施したところ、ビアレスは「オーラバトラー人気ランキング」で第5位であった。